# Abadía de Buckfast
La Abadía de Buckfast en Buckfastleigh, Devon (Inglaterra), es uno de los monasterios activos en Gran Bretaña en la actualidad. 
Dedicado a Santa María, se fundó en 1018 y desde 1147 hasta su destrucción en la disolución de los monasterios fue regido por la orden cisterciense. Tras su restauración en 1882 pertenece a la orden Benedictina. 
En 1536, fue disuelta, y en 1882 la abadía estaba en ruinas. Entonces un grupo de monjes benedictinos llegó, vivió entre las ruinas, y gradualmente reconstruyó la abadía como había sido. La iglesia fue restaurada por los monjes, en 1907-1908, bajo el abad Anscar Vonier. La abadía tiene eslabones íntimos con Alemania de dónde muchos de los monjes vinieron. Hoy día la abadía subsiste, vendiendo hidromiel, miel y cera de abejas atendiendo a los turistas. Su producto más exitoso es el Vino Tónico Buckfast, un vino tónico fuerte que los monjes empezaron haciendo (una receta alemana) hacia 1890. 
El hermano Adán, llamado Karl Kehrle antes de ingresar en la orden, nacido en 1898 en Alemania, estaba al cargo de la apicultura de la Abadía, pero las abejas se estaban diezmando por la enfermedad de la Isla de Wight, después se identificó acariosis, después que los ácaros traqueales invadieron los tubos traqueales de las abejas, acortando sus vidas, muriendo colonias enteras. 
El hermano Adán empezó importando abejas resistentes de varios lugares del mundo, y fue creando un vigoroso híbrido, resistente a la enfermedad; conocido como la Abeja de Buckfast entre apicultores. 
El hermano Adán murió en 1996. 